# Kanton Pesmes
Kanton Pesmes (francouzsky Canton de Pesmes) je francouzský kanton v departementu Haute-Saône v regionu Franche-Comté. Tvoří ho 18 obcí.

## Obce kantonu
- Arsans
- Bard-lès-Pesmes
- Bresilley
- Broye-Aubigney-Montseugny
- Chancey
- Chaumercenne
- Chevigney
- La Grande-Résie
- Lieucourt
- Malans
- Montagney
- Motey-Besuche
- Pesmes
- La Résie-Saint-Martin
- Sauvigney-lès-Pesmes
- Vadans
- Valay
- Venère